# Алибаев, Сефер Энвирович
Сефе́р Энвирович Алиба́ев (укр. Сефер Алібаєв; 5 мая 1968, Наманган, Узбекская ССР, СССР) — советский и украинский футболист, защитник. В настоящее время является футбольным агентом.

## Биография
Футболу учился в наманганской ДЮСШ. Когда ему было 15 лет, школа из-за финансовых неурядиц практически прекратила своё существование, тренеры разъехались по другим городам. Но с футболом Алибаев не расстался. Самых талантливых ребят взяла под опеку республика. В составе юношеской сборной Узбекской ССР участвовал в многочисленных на то время турнирах. Позже непродолжительный период поиграл в наманганском «Навбахоре» и «отслужил» в армии за самаркандское «Динамо». В 1988—1991 годах сыграл за «Навбахор» 117 матчей и забил один гол.
После распада СССР переехал на Украину и в 1992 году перешёл в симферопольскую «Таврию». В дебютном для Алибаева в сезоне за «Таврию», симферопольский клуб выиграл чемпионат Украины.
Покинув в 1994 году «Таврию», Алибаев поиграл ещё в чемпионате России в составе «Уралмаша» из Екатеринбурга и в родном наманганском «Навбахоре» в Узбекистане.
В настоящее время Сефер — один из самых успешных футбольных агентов Украины. Как футбольный агент, Алибаев ведёт дела ряда известных украинских футболистов.

## Достижения
- Чемпион Украины: 1992
- Финалист Кубка Украины: 1993/94

## Награды и звания
- Заслуженный работник физической культуры и спорта Автономной Республики Крым (26 июня 2012) — За значительный личный вклад в развитие профессионального и любительского футбола, активную работу по воспитанию подрастающего поколения, популяризацию здорового образа жизни и в связи с 20-летием со дня образования Федерации футбола Украины[2]